# Charles F. McLaughlin

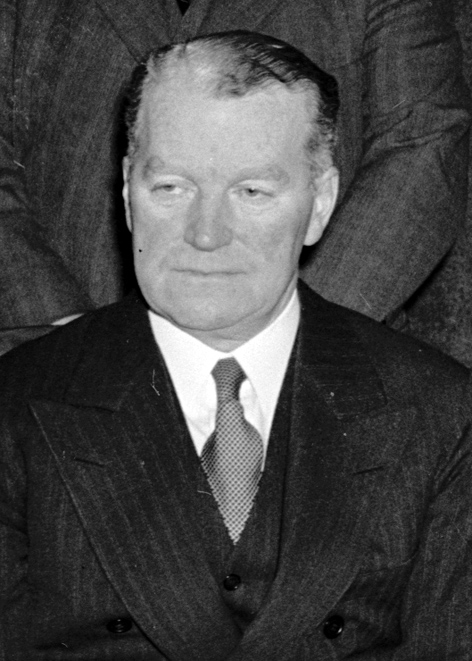
Charles F. McLaughlin (1939)

Charles Francis McLaughlin (* 19. Juni 1887 in Lincoln, Nebraska; † 5. Februar 1976 in Washington, D.C.) war ein US-amerikanischer Jurist und Politiker. Zwischen 1935 und 1943 vertrat er den zweiten Wahlbezirk des Bundesstaates Nebraska im US-Repräsentantenhaus.

## Werdegang
Charles McLaughlin besuchte die öffentlichen Schulen seiner Heimat und dann bis 1908 die University of Nebraska. Nach einem anschließenden Jurastudium an der Columbia University in New York City wurde er 1910 als Rechtsanwalt zugelassen. Daraufhin begann er in Omaha in diesem Beruf zu arbeiten. Während des Ersten Weltkriegs war er Hauptmann einer Artillerie-Einheit der US Army. Danach gehörte er bis 1921 als Major der Offiziersreserve an.
McLaughlin war Mitglied der Demokratischen Partei. Im Jahr 1920 war er Delegierter auf einer Versammlung zur Überarbeitung der Staatsverfassung von Nebraska. 1934 wurde er in das US-Repräsentantenhaus gewählt, wo er am 3. Januar 1935 Edward R. Burke ablöste. Nachdem er in den folgenden Jahren jeweils wiedergewählt worden war, konnte er sein Mandat im Kongress bis zum 3. Januar 1943 ausüben. Bei den Wahlen des Jahres 1942 unterlag er dann dem Republikaner Howard Buffett.
Nach dem Ende seiner Zeit im Kongress war Charles McLaughlin von 1943 bis 1947 Mitglied einer amerikanisch-mexikanischen Kommission, die sich mit gegenseitigen Ansprüchen befasste. Zwischen 1947 und 1949 war er Mitglied einer ähnlichen Kommission, die sich mit den Ansprüchen der Indianer beschäftigte. Seit 1949 war er Richter am Bundesbezirksgericht für den District of Columbia, der praktisch identisch mit der Bundeshauptstadt Washington ist. Dieses Amt übte er bis Juni 1974 aus. Er starb am 5. Februar 1976 und wurde in Silver Spring (Maryland) beigesetzt.